# Boddin
Boddin è una frazione del comune di Walkendorf nel Meclemburgo-Pomerania Anteriore, in Germania.
Appartiene al circondario di Rostock ed è parte dell'Amt Gnoien.
Già comune autonomo, il 26 maggio del 2019 è stato incorporato al comune di Walkendorf.